# Google Wave
Google Wave è stato "uno strumento personale di comunicazione e collaborazione" annunciato da Google alla conferenza Google I/O il 27 maggio 2009. Si trattava di una applicazione web, di una piattaforma e di un protocollo di comunicazione pensato per riunire e-mail, messaggistica istantanea, wiki e social network.

## Storia
Era fortemente orientato alla collaborazione e al sistema real-time, supportato da estensioni che potevano fornire, ad esempio, un solido controllo ortografico e grammaticale, la traduzione automatica tra 40 diverse lingue, e diverse altre estensioni. Inizialmente resa nota ai soli sviluppatori, una versione "anteprima" di Google Wave fu messa a disposizione a circa 600.000 utenti dal 30 settembre 2009, partendo da una base di 100.000 utenti ognuno dei quali poteva invitarne altri otto.
Google Wave, piattaforma Open source, consentiva di creare una rete di interscambio dati (WaveNetwork), con inoltre l'integrazione con altre applicazioni Google, come Google Maps, Gmail, Google docs, Google Calendar. Wave infatti integrava in un'unica schermata servizi di social network (Rete sociale), messaggistica istantanea, documenti, foto, video, audio sharing, feed Rss, mappe e altro. Con Google Wave gli internauti potevano scambiarsi, condividere in modalità "one to many" (uno a molti) contenuti in formato digitale (mappe, testi, immagini, filmati) e conversare, in tempo reale realizzando un network-gruppo di lavoro digitale. Quindi la possibilità di elaborare documenti condivisi, di gestire una "onda" comunicativa ugc (user generated content, contenuto generato dagli utenti) in tempo reale, di gestire interazioni e comunicazioni con gruppi ristretti.
Lo sviluppo di Wave è stato interrotto da Google il 5 agosto 2010: "Non è andato come avremmo voluto"; e "l'accoglienza è stata sotto le nostre aspettative", dichiarò Google. Il progetto sarebbe stato inglobato in Google Documenti. In seguito, Google ha reso il servizio disponibile solo in lettura a partire dal 31 gennaio 2012; Google Wave è stato chiuso il 30 aprile seguente.
Lo sviluppo del codice di Google Wave è stato preso in carico il 1º dicembre 2010 dalla Apache Software Foundation, per un prodotto server chiamato Wave in a Box, chiuso però il 15 gennaio 2018 senza aver visto contributi rilevanti, per diventare dopo di allora un progetto ospitato su GitHub.

## Etimologia
Il nome è ispirato alla serie televisiva Firefly dove il nome Wave indica una comunicazione elettronica (spesso riferita a una chiamata o a un messaggio video). Durante la fase di sviluppo sono stati, infatti, numerosi i riferimenti a questa serie.